# Abbazia di Saint-Vincent

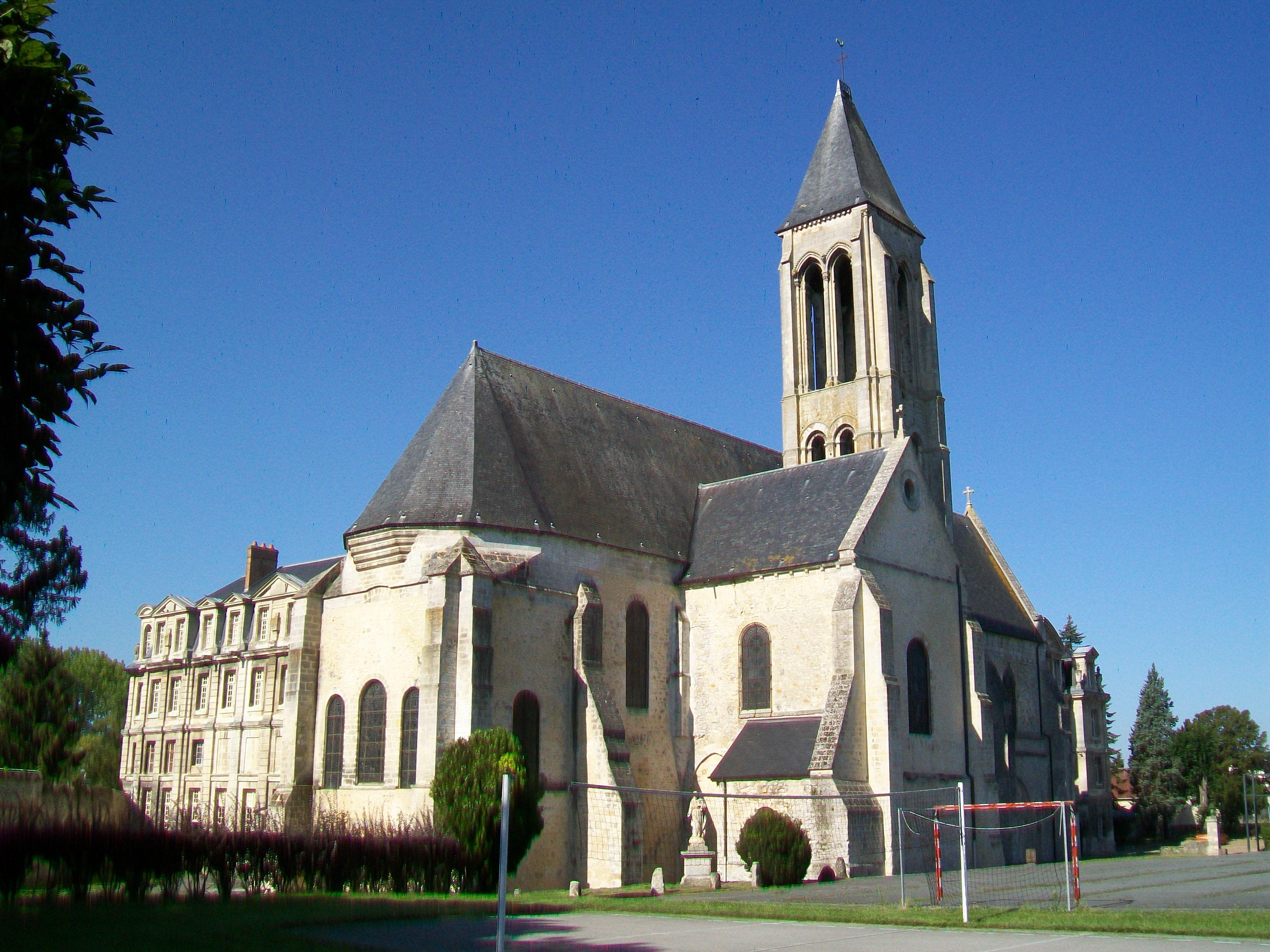
Vista d'insieme da nord-est

L'abbazia di Saint-Vincent è stata un'antica abbazia dei canonici regolari di Sant'Agostino sita a  Senlis (Oise), abbandonata ai tempi della Rivoluzione francese e poi divenuta istituzione di insegnamento cattolico dal 1837.

## Ubicazione
L'antica abbazia di Saint-Vincent era ubicata all'estremità sud-est centro storico antico, rue de Meaux, confinante con le mura medievali di Senlis. Al momento della fondazione l'abbazia era al di fuori del villaggio fortificato, in un sobborgo chiamato Vietel.

## Storia

### La fondazione

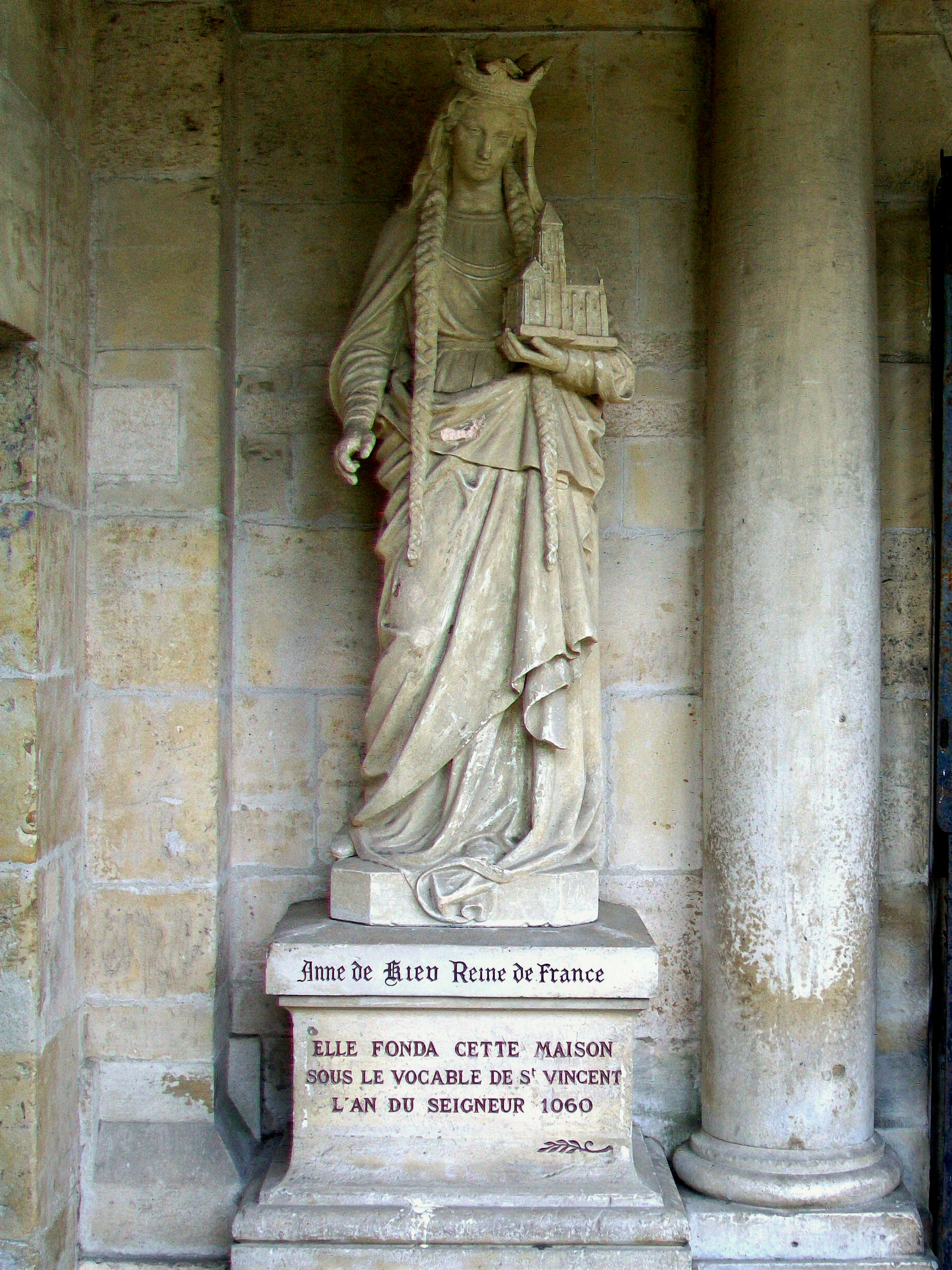
Statua di Anna di Kiev, XIX secolo, alla sinistra dell'entrata.

Le origini dell'abbazia non sono chiare. Secondo il signor Smith e il dottor Bonnet-Laborderie (2004), l'Abbazia prese il posto di una chiesa ricostruita nel 1060 al posto di una cappella in rovina, dedicata a Giovanni Battista. La stessa abbazia fu fondata nel 1065. Secondo E. Müller (1881), non era solo una cappella, ma un'abbazia fondata in data sconosciuta, che venne costruita sulle rovine nel 1065 da Anna di Kiev. Müller ignora la dedica a Giovanni Battista, come anche il cronista Nicolas Quesnel, sub-priore dell'abbazia, nel manoscritto del 1670 indicando i servizi di base per la pubblicazione di F. Magne (1860). Quesnel non menziona l'abbazia prima del 1065, ma soltanto una chiesa. In ogni caso, l'associazione della fondazione o ricostruzione di San Vincent ad Anna di Kiev è indubbia, ma non la precedente esistenza di un santuario nello stesso luogo.
La vedova del re Enrico I aveva promesso di costruire un monastero in onore di Vincenzo di Saragozza, se Dio avesse benedetto la loro unione concedendo la nascita di figli alla coppia reale. Tuttavia, aspettò quattordici anni dopo la nascita del suo primogenito, il futuro re Filippo I e cinque anni dopo la sua vedovanza, si risposò con Raoul IV di Vexin del quale era la terza moglie. Il matrimonio tra una regina e un vassallo condusse alla scomunica della coppia 1064. Non è stato studiato come, nelle sue condizioni, Anna di Kiev abbia potuto fondare un'abbazia, ma si ha il diritto di presumere che voleva riscattarsi di fronte al vescovo. Il 29 ottobre 1065, tuttavia, la chiesa fu dedicata alla Santissima Trinità alla Madonna, a San Giovanni Battista e a San Vincenzo. L'abbazia venne affidata ai canonici regolari di sant'Agostino, e Filippo I la dichiarò libera come altre chiese abbaziali reali. Essa quindi non era soggetta ad alcuna giurisdizione ecclesiastica o laica. Fin dall'inizio, fu generosamente dotata, ricevendo un mulino a Gouvieux, la terra di Blanc-Mesnil, una proprietà a Crépy-en-Valois, e successivamente il dominio reale di Barbery donato da Filippo I. Tuttavia, non si sa nulla degli edifici originari dell'abbazia di Saint-Vincent, a meno che i monaci hanno costruito un granaio per le decime..

## Abati di Saint-Vincent
Abati regolari
- Lieutauld (1065 - ?)
- Felinand
- Baudouin (en 1119)
- Baudouin II (en 1138)
- Hugues (en 1147)
- Baudouin III (en 1154)
- Hugues II (en 1162 ou 1163)
- Guillaume
- R.
- Odo (nel 1192)
- Pierre (intorno al 1205)
- Henry (intorno al 1220)
- Adam (intorno al 1230)
- Foulque (intorno al 1240)
- Pierre II (intorno al 1248)
- Henry II (nel 1250)
- Adam II (coadiutore nel 1273, abate nel 1276)
- Jean (intorno al 1292)
- Guillaume II (1316-1325)
- Jean II de Montataire (intorno al 1336)
- Jacques (coadiutore nel 1355, abate nel 1356)
- Guillaume III Billard (nel 1376)
- Jean III de Sainctes (intorno al 1380)
- N. (1398 - ?)
- Oudard o Odo II (intorno al 1402)
- Guillaume IV Le Clerc (nel 1415)
- Jean IV (intorno a 1433)
- Jean V Bonissent (intorno a 1450)
- Pierre II Richevillan (nel 1462)
- Robert Foulon (nel 1482)
- Charles du Bec, finto abate (nel 1491)
- Nicolas Barbe (nel 1492)
- Bernard de Vauldray, finto abate (nel 1505)
- Jean VI Thibaud (nel 1505)

Abati commendatari:
- Guillaume V Thibaud (nel 1536)
- Jean VII Mazile (nel 1572)
- Nicolas du Val (nel 1580)
- Jean VIII Berthier (nel 1604)
- Jean-Philippe Berthier (nel 1620)
- Louis Armand de Simiane de Gordes (nel 1667-1680)
- Laurent de Bergerat (nel 1680)
- Charles-Alexandre de Salians d'Estain (nel 1693)
- Louis de Chaumejan de Fourille (nel 1718)
- abate sconosciuto o direttamente il seguente
- Claude-Charles de Mostuejouls (nel 1765)